# Berberis trifoliolata
Berberis trifoliolata är en berberisväxtart som beskrevs av Stefano Moricand. Berberis trifoliolata ingår i släktet berberisar, och familjen berberisväxter. Inga underarter finns listade i Catalogue of Life.

## Bildgalleri

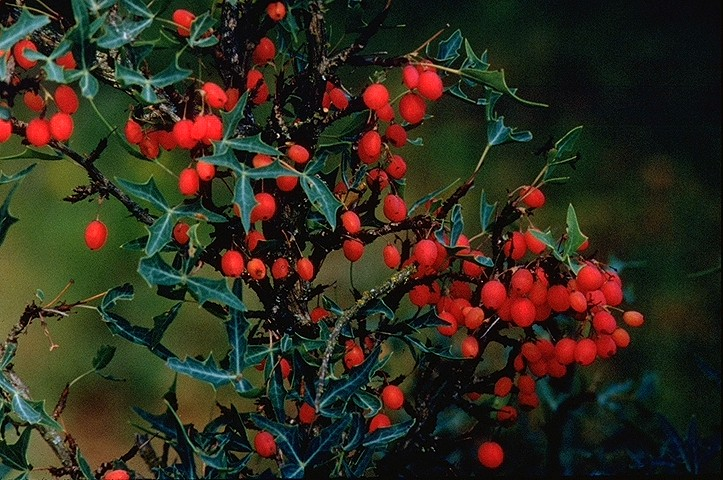
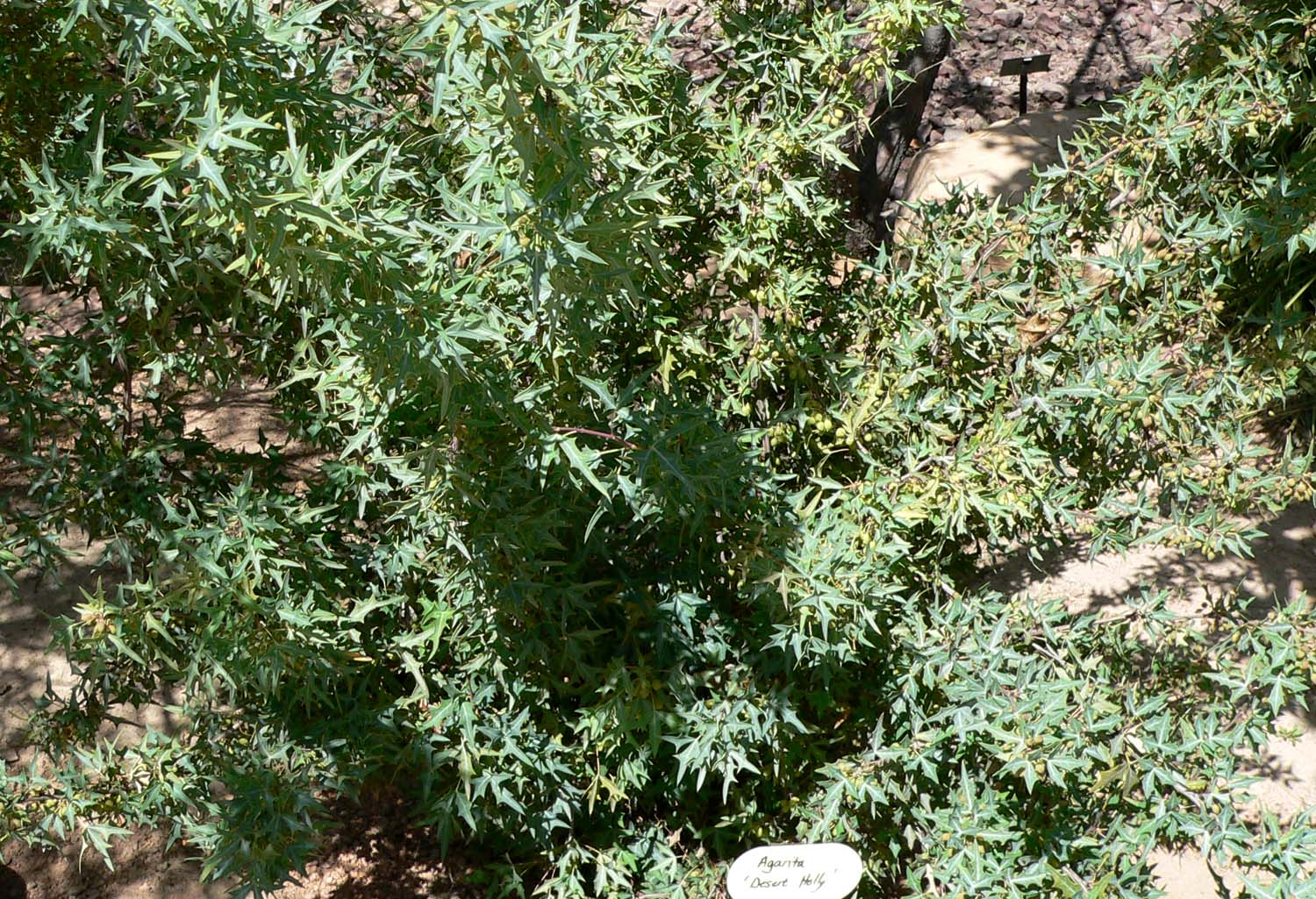
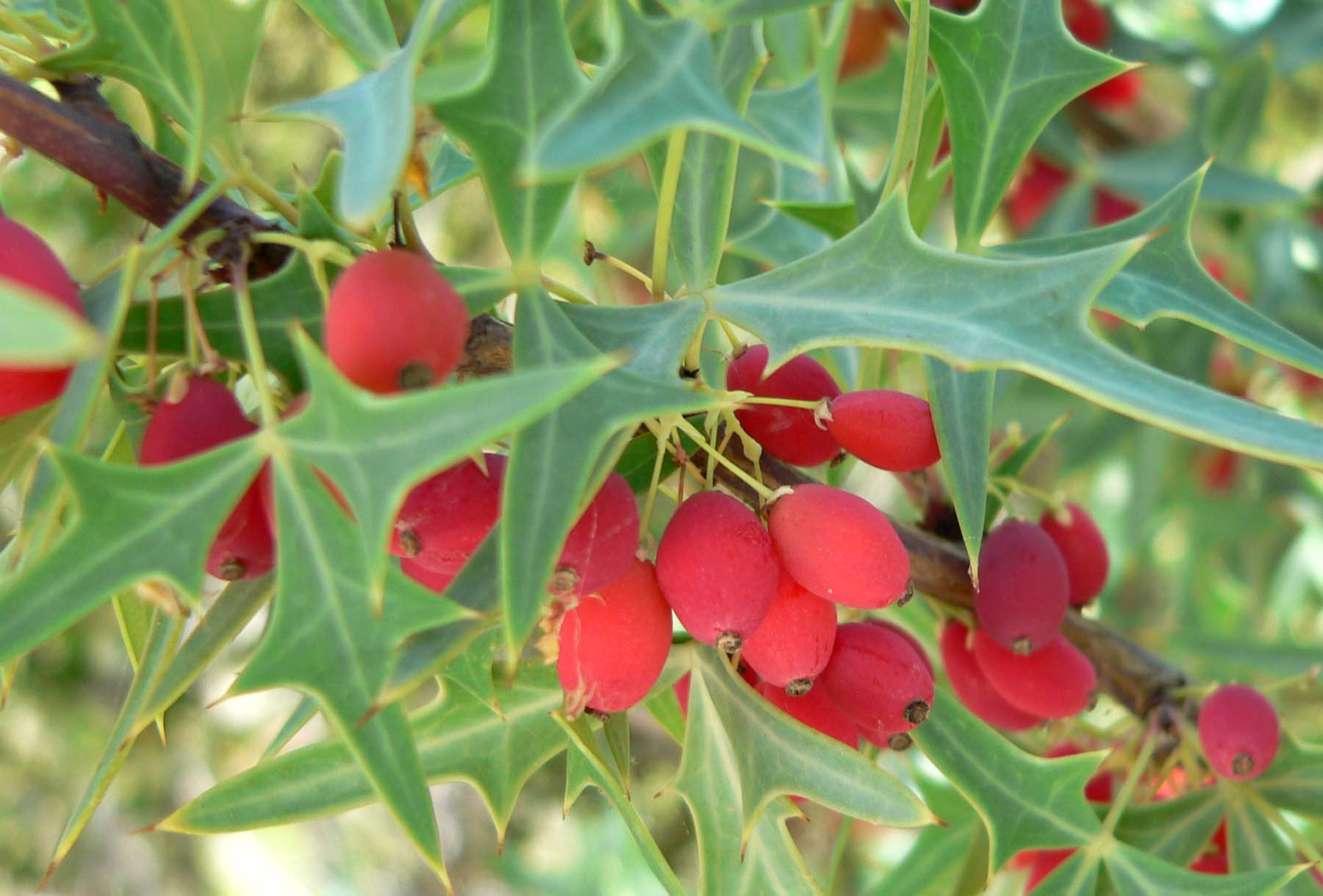
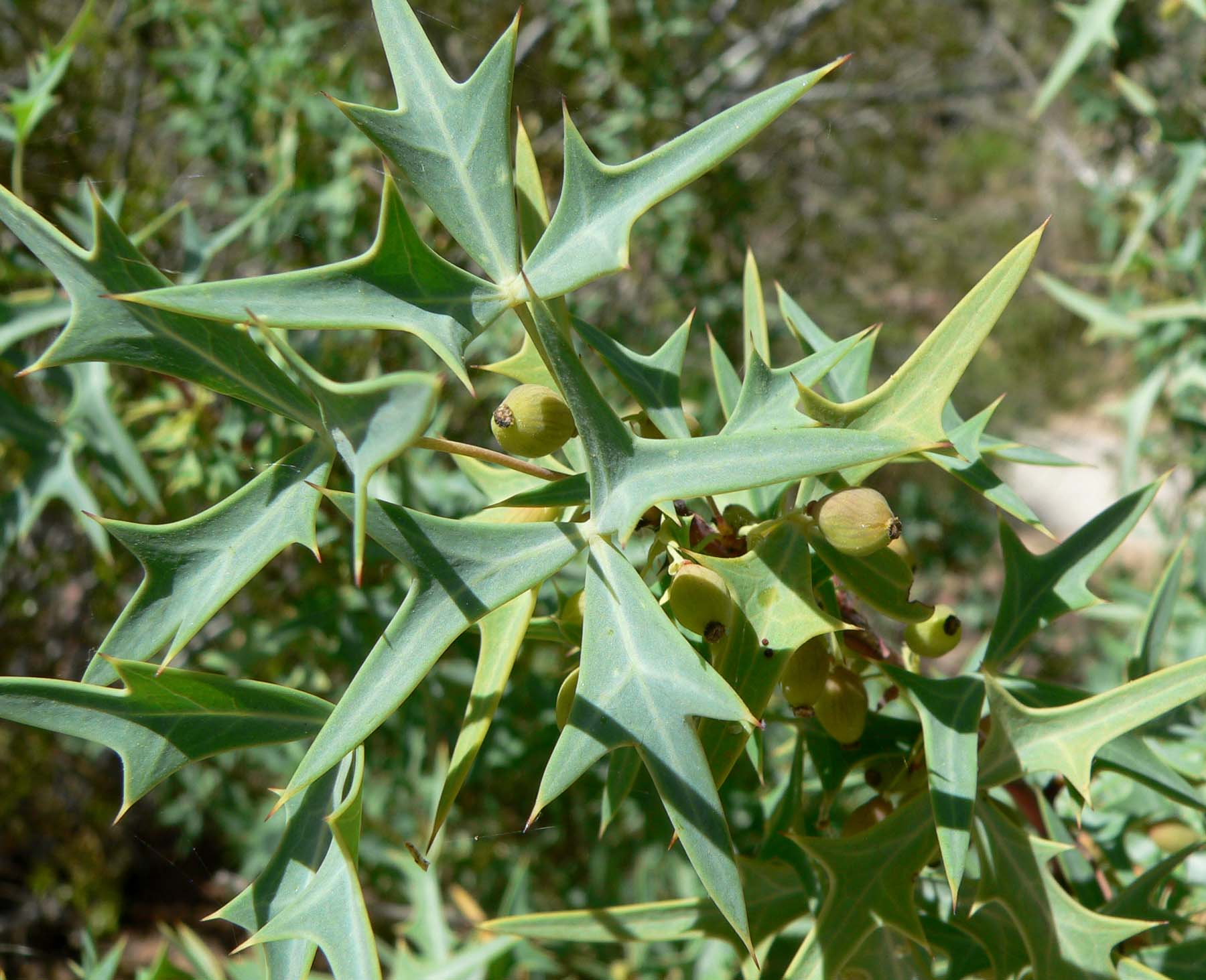
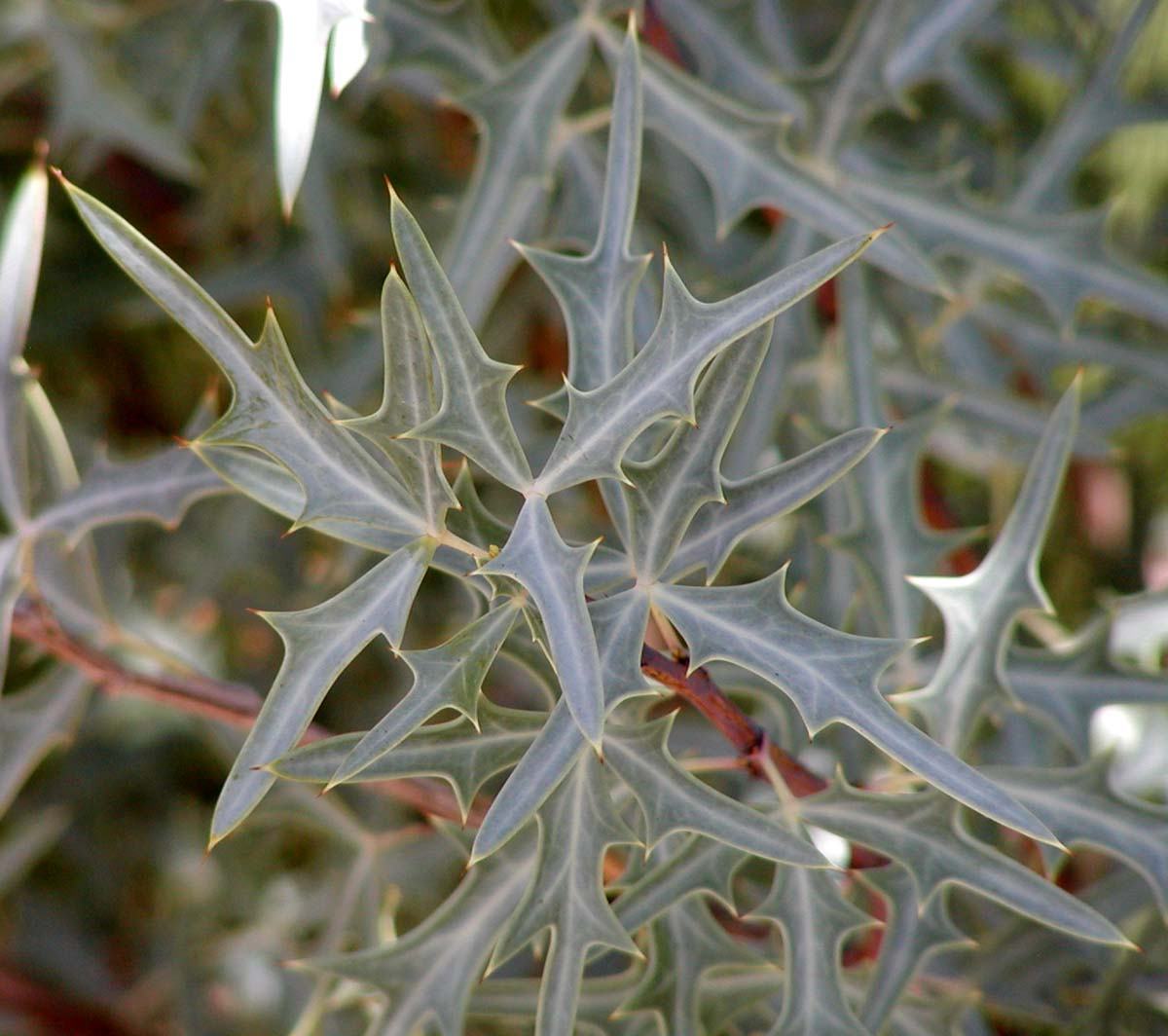